# 佐野日本大学短期大学
佐野日本大学短期大学（日语：*），简称佐野短，是一所位于日本栃木县佐野市的私立短期大学。

## 概要

### 简介
- 学校最早可以追溯到1964年[2]、短期大学为于1990年开办[2]、由学校法人佐野日本大学学园经营。是男女同校[3]。

### 历史
- 1989年 佐野女子短期大学成立并同时设置两个学科、以下列举[2][4]。
  - 英美语学科
  - 经营信息学科
- 1996年 改校名为佐野国际情报短期大学、开始招収男学生[2]。
- 1998年 社会福利学科成立（社会福利专攻、护理福利专攻）[2]。
- 2001年 儿童福利专攻成立[2]。
- 2002年 改校名为佐野短期大学[2]。
- 2003年 营养福利专攻成立[2]。
- 2009年 以下全部学科招生最后、次年各自合并为总合职业教育学科[注 1][2]。 
  - 英美语学科
  - 经营信息学科
  - 社会福利学科
    - 社会福利专攻
    - 护理福利专攻
    - 儿童福利专攻
    - 营养福利专攻
- 2017年 改名佐野日本大學短期大學。

### 宪章
- 请参看佐野短期大学的标志（页面存档备份，存于） （日語） 2014年2月12日阅览。

## 学校环境
- 校区：在栃木县佐野市

## 历任校长
- 小林茂三郎：第一代短期大学校长[2][5]。
- 舆水优：现在短期大学校长[6]

## 组织

### 学科
- 地区总合文化学科

### 前学科
- 英美语学科[注 2]
- 经营信息学科[注 2]
- 社会福利学科[注 2]
  - 社会福利专攻[注 2]
  - 护理福利专攻[注 2]
  - 儿童福利专攻[注 2]
  - 营养福利专攻[注 2]

### 专科
| - 没有 |

### 业余课程
| - 没有 |

### 附属机关
| - 图书馆 |

## 相关链接
- 日本短期大学列表